# NGC 693
NGC 693 је лентикуларна галаксија у сазвежђу Рибе која се налази на NGC листи објеката дубоког неба.
Деклинација објекта је + 6° 8' 41" а ректасцензија 1h 50m 30,9s. Привидна величина (магнитуда) објекта NGC 693 износи 12,3 а фотографска магнитуда 13,2. NGC 693 је још познат и под ознакама UGC 1304, MCG 1-5-35, CGCG 412-33, IRAS 01479+0553, PGC 6778.